# あん玉
あん玉（あんだま）は青森県の駄菓子。

## 概要
青森県内の駄菓子屋で当時(1990年代)一回20円程度で引くことができていた餡のくじ。直径2cmほどの球体のあんこを、20～40個の中から1つ選んで中を割り、中がただのあんこ(外側と同じ黒あんこ)であればはずれ、白、黄、緑、赤などの色つきあんこ（直径5mmほど）が出れば1〜4等でさらに大小様々なあんこのお菓子がもらえる。昭和時代には製造元も販売する駄菓子屋もたくさんあったが、現在では製造元も販売店も少なくなっている。

## 製法
青森市で流通していたものは、こし餡を球状に丸め、これに寒天を塗っている（くじを伴わない同様の構造のものが山形県庄内地方でも見られ、こちらは直径3～4cmほどである）。景品となる餡菓子は黒こし餡をベースに赤・白・黄などの着色餡で模様を成し、厚さ1cmほどで練切と同様な木型にて成型し、寒天を塗る。寒天を塗ることにより餡の乾燥が抑制される。

## 販売形態
現在は県内の駄菓子屋が減り、ショッピングセンター内の駄菓子屋などで3回で250円程度で引くことが可能。箱単位でも売っていて、家族でも楽しむこともできる。オンラインでも購入可能。駄菓子屋であんこを割る時は、フォークなどを使って割る。駄菓子屋では一等のあんこの景品を一つ100円ほどで売っている時もある。これはかつて1セットの規模が大きかった頃、1等のくじがひとつしか入っていないにもかかわらず、購買欲をさそうために1等景品のみ2点入っていたことによる（まだ一等くじが残っている、と客に思わせるため）。昭和末期の時点では、幅25cm程度×奥行40cm程度の木枠で透明ガラス製のふたが付いた箱に40個ほど入れられ販売されていたが、徐々に小さくなっている。家庭用にセット売りされるものは15個ほどのものもある。
　